# Dłużec Wielki
Dłużec Wielki (niem. Groß Langwalde) – wieś w Polsce położona w województwie warmińsko-mazurskim, w powiecie kętrzyńskim, w gminie Korsze.
W latach 1975–1998 miejscowość administracyjnie należała do województwa olsztyńskiego. Wieś jest siedzibą sołectwa, w skład którego oprócz Dłużca Wielkiego wchodzą jeszcze: Głowbity, Krzemity i Sarkajmy.